# Генерална старшина
Генерална старшина (на украински: Генеральна старшина) се нарича висшата държавна администрация на Казашкото хетманство през XVII – XVIII век. Тя може да се отъждестви със съвременния Министерски съвет и представлява най-близките сътрудници/съветници на хетмана като държавен глава.
Думата старшина (старейшина) като цяло се отнасяла до държавни чиновници с определени авторитетни позиции (за разлика от ниски, младши длъжности). Постепенно така започват да се наричат и знатни военни ветерани, които се превръщат в едно от доминиращите съсловия в хетманството.
Прилагателното име генерален означава от латински: „общ, всеобщ“ и сочи, че става въпрос за старшината на национално равнище. В полковете като областна административно-териториална, военна и съдебна единица е имало съответно полкова старшина, а в сотните като местна административно-териториална, военна и съдебна единица е имало сотническа старшина.
Съответно, Генерална старшина са висшите старши държавни чиновници на национално равнище.
Генералната старшина взема участие в Генералния войскови съвет, решава най-важните политически, административни и военни въпроси, води дипломатически преговори, отговаря за финансите и съдебните институции, и оглавява въоръжените сили на хетманството. Всички дела на Генералната старшина се завеждат от Генералната войскова канцелария при хетмана, създадена през 1720 г.
През целия XVIII в. правата на генералната старшина при решаването на държавните дела в Украйна са постепенно ограничавани от руското правителство и накрая губят изцяло своите функции. Генералната старшина се назначавала от хетмана в съгласие с руското правителство, и представлявала съвет под ръководството на хетмана. През 1708 г., цялата територия на хетманството е анексирана и включена в Киевска губерния на Московското царство (по-късно на Руската империя), а казашката автономия е силно ограничена. Императрица Екатерина II официално премахва институцията на хетмана през 1764 г., а в периода 1764 – 1781 г. Казашкото хетманство е преименувано на Малоруска губерния в състава на Руската империя, ръководена от Пьотър Румянцев, като последните остатъци от административната система на хетманството са премахнати през 1782 г.
В състава на Руската империя представителите на Генералната старшина впоследствие получават дворянско звание с Височайши указ от 20 март 1835 г.

## Състав на Генералната старшина
В състава на Генералната старшина влизат осем длъжности:
- генерален обозник,[7][8][9]
- генерален съдия,[10][11][12]
- генерален писар,[13][14][15]
- генерален ковчежник,[16][17][18]
- генерален хорунжий,[19][20][21]
- генерален щандартоносец, и
- генерален есаул.[22][23][24]

Всяка длъжност е била заемана от едно лице, освен длъжността на генералния есаул (двама души) и генералния съдия (от началото на XVII век също от двама души).
По-долу е представен списък на Генералната старшина на Казашкото хетманство.

### Генерални обозници
Гененрален обозник (на украински: генеральний обозний) е вторият чин след хетмана. Обозник е военослужещ в обоз. Произлиза от думата обоз, означаваща съвкупност от превозни средства и товарни животни към войскова част за пренасяне на хранителни и бойни припаси.
Генералният обозник отговаря за артилерията, снабдяването на войската с храна и оръжие, заема длъжността заместник-хетман (изпълняващ задълженията в случай на отсъствие, смърт или сваляне на хетмана). Ръководи строителството на укрепени лагери и по обичай ставал техен комендант (командир). Нерядко той поема командването над отделен казашки корпус. В неговата компетенция влиза също съставянето на казашкия регистър, в който се водят активни военнослужещи и резервисти. На него е подчинен щабът на Генералната артилерия и служителите ѝ – оръжейни майстори, артилеристи, дърводелци, колари, ключари, коняри, коминочистачи, ковачи, барабанчици и др.
След анектирането на Хетманството е приравнен към руския генерал-майор, който според тогавашната Таблица на ранговете е класифициран като IV клас.
1. Тимофей Иванович Носач
2. Иван Климович Цесарски
3. Петър Михайлович Забела
4. Василий Касперович Дунин-Борковски (1685 – 1702 г. )
5. Иван Василиевич Ломиковски (1702 – 1708 г. )
6. Яков Ефимович Лизогуб (16 декември 1728 – 1749 г.)
7. Семьон Василиевич Кочубей (10 ноември 1751 – 13 декември 1779 г.)

### Генерални съдии
Генералният съдия (на украински: генеральний суддя) представлява съдебната власт като съпредседател на върховния съд на Казашкото хетманство – Генералния съд.
До 1750 г. е имало двама генерални съдии и единият от тях се е смятал за главен съдия, а след това до края на същестуването на Хетманството е имало само един.
Генералният съдия тълкува обичаи и закони, съди престъпници, разглежда апелации и молби за помилване, а също така контролира работата на полковите съдилища (всеки полк като военна, съдебна и административно-териториална единица разполагал със свои съдилища). Освен това Генералният съд разглежда жалби срещу решенията на полковите и местните съдилища и одобрява техните решения. Той дава указания на по-ниските съдилища, когато те искат помощ при решаването на сложни дела. В същото време за участие в заседанията на по-долните съдилища, Генералният съд изпраща пълномощници или генерални съдии идват лично да присъстват. По указание на хетмана Генералният съд може да проведе досъдебно разследване по дадено дело. За решаване на особено спешни случаи Генералните съдии отиват на място. Генералните съдии бил подчинен на хетмана, който одобрявал смъртните присъди и решенията по най-важните дела. Заседанията на Генералния съд се председателстват от двама генерални съдии. Деловодството на Генералния съд се води от съдебен секретар, който е подчинен на съдебната канцелария. Решенията на Генералния съд се вписваха в съдебни книги и се подпечатват. В тези книги се вписвали и универсалните декрети на хетмана, с които окончателно се решавали отделните съдебни дела.
Повечето генерални съдии нямат юридически опит. В допълнение към съдебната си отговорност те изпълняват и изпълнителни, консултативни и военни функции и служат понякога като заместник-хетман и дипломатически пратеници.
На заседанията на върховния Генерален съд се избирали и назначавали подчинени съдии в градовете и селата. Всички съдии били избрани.
1. Самуил Богданович
2. Григорий Софониевич Лесницки
3. Иван Фьодорович Беспалий
4. Иван Кравченко
5. Георги Незамай
6. Петър Михайлович Забела
7. Иван Самойлович Самойлович (1669 – 1672 г.)
8. Иван Михайлович Домонтович
9. Павел Трофимович Животовски
10. Мелентий Вуяхевич-Височински (1683 – 1691 г.)
11. Сава Прокофиевич Прокопович (1691 – 1701 г.)
12. Василий Леонтиевич Кочубей (1699 – 1708 г.)
13. Василий Никифорович Чуйкевич (1708 – 1709 г.)
14. Иван Фьодорович Чарниш (1715 – 1723 г.)
15. Алексей Михайлович Турански (1709 – 1716 г.)
16. Андрей Фьодорович Кандиба (16 декември 1728 – 1730 г.)
17. Михаил Тарасович Забела (16 декември 1728 – 1740 г.)
18. Иван Владиславич Бороздна (1731 – 1740 г.)
19. Аким Иванович Горленко (1745 – 1751 г.)
20. Фьодор Иванович Лисенко (1741 – 1751 г.)
21. Демян Василиевич Оболонски (1751 – 1756 г.)
22. Иля Василиевич Журман (1756 – 1782 г.)
23. Александър Павлович Дублянски (23 март 1762 – 1781 г.)

### Генерални ковчежници
Два генерални ковчежника (касиери) (на украински: генеральний підскарбій) ръководели държавната хазна и организацията на събирането на данъци, наеми, лицензи, а също така и определя размера на митото. Длъжността ковчежник е въведена от хетман Иван Брюховецки, след това тя била премахната през 1660-те години, тъй като финансите се смятали за лична собственост на хетмана. През 1729 г. длъжността е възстановена от хетман Даниил Апостол, който назначава двама души с тази длъжност – един украинец и един руснак. Оттогава генералните ковчежници оглавяват най-висшия финансово-статистически орган на Казашкото хетманство, тяхната дейност се контролирала обаче от руските царски органи.
Генералните ковчежници отговарят за събирането на данъците, организирането на отчети от всички градски магистрати (кметове) (с изключение на Киев) за техните приходи и разходи, контрола върху състоянието на „свободните военни селища“ и служебните имения на благородници, изразходването на парите в Главната войскова канцелария и Главния войскови съд и общо управление на пощата. Длъжността е премахната във връзка с ликвидирането на хетманската длъжност през 1764 г. от императрица Екатерина II Руска.
1. Андрей Маркович Маркевич (1729 – 1740 г.)
2. Михаил Василиевич Скоропадски (1741 – 1758 г.)
3. Василий Андреевич Гудович (1760 – 1764 г.)

### Генерални писари
Генералният писар (на украински: генеральний писар) оглавява Генералната войскова канцелария, в която се съхранявали всички най-важни държавни документи – дипломатическа и тайна кореспонденция, материали за решаване на различни въпроси на старшинските съвети и др. Длъжността се заемала от образован човек, който знаел няколко езика и дипломатически протокол и имал административен опит, обикновено като писар или полкови деловодител. Изпълнява функциите на съвременен държавен секретар: отговаря за цялата войскова и държавна документация, подготвя укази и заповеди, организира заседанията на Генералната старшина, занимава се с вътрешна и външна кореспонденция, води държавния архив, отговаря за сигурността на държавния печат. Той е първи съветник на хетмана, участва в преговори на най-високо равнище, приема посланици на чужди държави и войски. По време на война изпълнява функции, близки до тези на съвременния началник на Генералния щаб.
Според хетманския универсал (указ) от 24 авг. 1751 г., на генералния писар се предоставя правото да подписва редица важни документи, които преди това са били подписвани само от самия хетман. Това се отнася, например, за резолюции до полковите канцеларии, паспортите, разрешението за даване на пари от държавната хазна и др. Според същия универсал писарят имал право да приема и изпраща на съответните органи всички съдебни дела, които постъпвали от името на хетмана.
По-късно хетмани стават трима бивши генерални писари – Иван Виговски (1648 – 1657 г.), Павло Тетерия (1660 – 1603 г.) и Филип Орлик (1706 – 1709 г.).
Длъжността на хетмана е премахнато във връзка със създаването на Втората малоруска колегия (1764 г.) в Руската империя.
През 1917 г. с основаването на Украинската народна република длъжността е възстановена и прикрепена към Централната рада (парламента), обозначавайки министър, който пази държавния печат и документи. След 1918 г. длъжността се нарича държавен секретар.
1. Иван Евстафиевич Виговски (1648 – 1657 г.)
2. Иван Груша
3. Семьон Евстафиев
4. Евстафий Дансткевич
5. Захар Шукевич
6. Павло Тетерия (1660 – 1603 г.)
7. Мелентий Вуяхевич-Височински (1661 – 1663 г.)
8. Степан Потребич-Гречани
9. Карп Иванович Мокриевич (1669 – 1672 г.)
10. Сава Прокофиевич Прокопович
11. Василий Леонтьевич Кочубей
12. Филип Степанович Орлик (1706 – 1709 г.)
13. Семьон Савич Савич (1709 – 1723 г.)
14. Михайло Максимовичи Турковски (16 декември 1728 – 1739 г.)
15. Андрей Яковлевич Безбородко (1750 – 1762 г.)
16. Василий Григориевич Тумански (1762 – 1767 г.)

### Генерални есаули
Генерален есаул (на украински: генеральний осавул) – двама генерални есаули са помощници на хетмана във военното дело: те съставят и водят казашкия регистър за набор на военослужещи, отговарят за оборудването на войската, разгледат жалби, идващи от полкови и стотни съдилища, жалби и предложения от старейшини; следят за спазването на законите, обичаите и традициите във войската, провеждат учения и прегледи на войската, организирането на военни походи, поддържат порядъка в Генералния войсковия съвет. Те също така отговарят за вътрешната сигурност (включително разузнаване и потушаване на бунтове) и извършват годишни сборове и проверки на полковете. Във военно време те изпълняват специални задачки на хетмана, могат да командват определена част от войската и да възглавяват група парламентьори по време на преговори с противническото командване. Понякога те са действали като заместник-хетман.
Четирима хетмани са били бивши генерални есаули: Петро Дорошенко (1663 – 1664 г.), Демян Многогришни (1668 г.), Иван Мазепа (1682 – 1687 г.) и Иван Скоропадски (1701 – 1706 г.).
След ликвидирането на институцията на хетмана (1764 г.) единият от есаулите – Иван Жоравка – е повишен в чин полковник от армията в Руската империя и заема място сред членовете на Втора Малоруска колегия, а другият – Иван Скоропадски – е уволнен от служба с чин бригадир на руската армия.
1. Антон Никитич Жданович
2. Герман Лобода
3. Иван Ковалевски
4. Онисим Чеботков
5. Василий Демянов
6. Павел Константинов
7. Петро Дорошенко (1663 – 1664 г.)
8. Демян Игнатиевич Многохрешни (1668 г.)
9. Иван Мазепа (1682 – 1687 г.)
10. Матвей Никитич Гвинтовка
11. Павел Грабович
12. Иван Яковлевич Лисенко (1728 – 1741 г.)
13. Леонтий Артемиевич Полуботок
14. Войца Сербин (1687 – 1689 г.)
15. Андрей Григориевич Гамалея
16. Григорий Михайлович Гамалея (1674 г.)
17. Михаил Андреевич Миклашевски (1683 – 1685 г.)
18. Ломиковски, Иван Василиевич (1691 – 1707 г.)
19. Иван Скоропадски (1701 – 1706 г.)
20. Антон Андреевич Гамалея (1702 – 1704 г.)
21. Михаил Андреевич Гамалея (1708 – 1709 г.)
22. Василий Яковлевич Жураховски (1710 – 1724 г.)
23. Степан Иванович Бутович (1709 – 1717 г.)
24. Иван Мануилович Мануилович (16 декември 1728 – 1738 г.)
25. Фьодор Иванович Лисенко (16 декември 1728 – 1741 г.)
26. Яков Демянович Якубович (1740 – 1757 г.)
27. Пьотър Василиевич Валкевич (1741 – 1758 г.)
28. Иван Тимофеевич Жоравка (23 януари 1759 – 1758 г.)
29. Иван Михайлович Скоропадски (1762 – 1781 г.)

### Генералнихорунжии
Генерален хорунжий (знаменосец) (на украински: генеральний хорунжий) е длъжност, първоначално въведена по времето на Регистърното казачество и предназначена за старшини, които трябвало да осигурят отбраната и опазването на големите хетмански знамена. Ролята на знаменосеца била предимно церемониална: да носи голямото войсково знаме при важни поводи. През втората половина на XVII и началото на XVIII в. рангът на генералния хорунжий е по-нисък от този на полковник, имайки се предвид, че в Казашкото хетманство полковете са не само военна, но и съдебна и административно-териториална единица, поради което полковниците са играели много значима роля.
По време на управлението на хетман Иван Самойлович, генералният хорунжий е включен в състава на Генералната старшина, където той играе роля, приблизителна на съвременен офицер от Генералния щаб, натоварен с командирски функции. Той провежда следствия по случаи, свързани с престъпления на старшини и осигурява проверка, контрол и разследване във военните части. Понякога оглавява личната охрана на хетмана. Във военно време той може да бъде назначен от хетмана за командир на отделни казашки формирования и да изпълнява дипломатически мисии и да поема временно задълженията на заместник-хетман.
След ликвидирането на институцията на хетмана (1764 г.) длъжността на генералния есаул е възприета във Втора Малоруска колегия и се нарежда сред „нисшите генерални старшини“, които отговарят за текущото управление на военните дела и за контрола върху състоянието и бойната готовност на армията.
По-късно хетман става един бивш генерален хорунжий – Данило Петрович Апостол (8 март 1762 – 1767 г.).
1. Василий Спиридонов
2. Григорий Карпович Коровка-Волски
3. Степан Петрович Забела (1678 – ? г.)
4. Михаил Андреевич Миклашевски (1682 – 1683 г.)
5. Василий Петрович Забела
6. Михаил Андреевич Гамалея (1703 – 1707 г.)
7. Иван Федорович Сулима (1708 – 1721 г.)
8. Аким Мануилович Горленко (16 декември 1728 – 1741 г.)
9. Николай Данилович Ханенко (20 февруари 1741 – 1760 г.)
10. Данило Петрович Апостол (8 март 1762 – 1767 г.)

### Генерални щандартоносци
Генерален щандартоносец (на украински: генеральний бунчужний) е длъжност, отговорна за опазването и показното излагане на бунчука като щандарт и символ на хетманската власт в Казашкото хетманство, особено по време на церемонии и военни кампании. Бунчукът представлявал жезъл, увенчан накрая с кълбо или връх на копие и украсен с конска опашка или пискюли. Генералният щандартоносец изпълнява различни военни, дипломатически и съдебни задачи, възложени му от хетмана. В действителност генералният щандартоносец отговарял за военните дела, изпълнявал административни и икономически задачи, посрещал и изпровождал посланици. Неговият ранг се считал за по-нисък от този на полковник, имайки се предвид, че в Казашкото хетманство полковете са не само военна, но и съдебна и административно-териториална единица, поради което полковниците са играели много значима роля.
За щандартоносци били избирани деца на богати и знатни благородници, заслужили генерални старшини, храбри полковници и др. Броят на щандартоносците е особено голям при хетман Иван Мазепа (повече от 100); те са част от придворния му щаб. Помощниците на щандартоносцита са били т. нар. бончукови другари.
По-късно хетман става един бивш генерален щандартоносец – Иван Илич Скоропадски (1698 – 1699 г.).
1. Лука Заборовски
2. Леонтий Артемиевич Полуботок
3. Ефим Яковлевич Лизогуб (1687 – 1688 г.)
4. Иван Илич Скоропадски (1698 – 1699 г.)
5. Михаил Андреевич Гамалея (1701 – 1703 г. )
6. Дмитрий Максимович (1703 – 1708 г.)
7. Яков Ефимович Лизогуб (1717 – 1729 г.)
8. Иван Владиславич Бороздна (16 декември 1728 – 1731 г.)
9. Семьон Яковлевич Галецки (1734 – 1738 г. )
10. Демян Василиевич Оболонски (1741 – 1758 г.)
11. Осип Лукянович Закревски (1756 – 1763 г.)
12. Яков Степанович Тарновски (1762 – 1779 г.)

## Виж също
- Малоруска колегия